# Bò rừng Ấn Độ
Bò rừng Ấn Độ (Danh pháp khoa học: Bos primigenius namadicus) là một phân loài của bò rừng châu Âu đã tuyệt chủng. Đây được coi là tổ tiên của loài bò u (bò Zebu) mà chủ yếu được tìm thấy ở miền nam châu Á và đã được du nhập ở nhiều nơi khác trên thế giới, như châu Phi và Nam Mỹ. Ngược lại, các giống bò taurine, xuất xứ từ châu Âu, Cận Đông, và các bộ phận khác trên thế giới, là hậu duệ của bò rừng ở châu Âu Á-Âu (Bos primigenuis primigenius). Những con bò rừng Ấn Độ đã biến mất trong kỷ Holocen, có lẽ khoảng năm 1400 SCN.

## Mô tả
Những con bò rừng Ấn Độ được biết đến từ việc tìm thấy hóa thạch và những cốt còn lại. Những thấy sự khác biệt tương đối ítvới bò rừng ở Âu châu Á-Âu (B. p primigenius). Những con bò rừng Ấn Độ có lẽ là nhỏ hơn so với đối tác Á-Âu của nó nhưng có sừng tương ứng lớn hơn. Vì phạm vi của bò rừng ở Âu châu có lẽ là liên tục từ Bồ Đào Nha đến Ấn Độ, tuy là không chắc chắn rằng liệu có một sự phân biệt rõ ràng hoặc một sự liên tục giữa các phân loài Á-Âu và Ấn Độ.
Những con bò rừng Ấn Độ đã rẽ ngang, tách thành một phân loài riêng từ bò rừng ở Âu châu Á-Âu (B. p primigenius.) khoảng 100.000 đến 200.000 năm trước. Điều này đã được thể hiện bằng cách so sánh DNA từ bò u (zebu) và những con bò taurine giống, con cháu sống của hai dạng bò rừng châu Âu. Những con bò rừng Ấn Độ là đôi khi được coi là một loài riêng biệt. Bò Zebu là có kiểu hình phân biệt với các con bò Taurine bởi sự hiện diện của một cái u bướu ở vai một cách nổi bật.

## Phạm vi
Ấn Độ là nơi bò rừng ở Âu châu có nguồn gốc khoảng 2 triệu năm trước và sinh sôi, phát triển về phía tây. Các con bò rừng Ấn Độ đi lang thang trong kỷ Pleistocene và kỷ Holocene, kỷ nguyên toàn tiểu lục địa Ấn Độ từ Baluchistan, thung lũng sông Ấn (Indus) và thung lũng sông Hằng đến miền nam Ấn Độ. Hầu hết còn lại là từ phía bắc của Ấn Độ, trên bán đảo Kathiawar, dọc theo sông Hằng, và từ khu vực sông Namada. Tuy nhiên, những khúc xương của bò rừng Âu châu Ấn Độ có mặt ở miền Nam cũng như các khu vực cao nguyên Deccan và dọc theo khu vực Khrishna.
Những con bò rừng hoang dã Ấn Độ sống sót vào thời đồ đá mới, khi nó đã được thuần hóa. Những phần còn lại được thuộc rõ ràng để bò rừng hoang dã Ấn Độ là từ Banahalli ở Karnataka, miền nam Ấn Độ, với tuổi khoảng 4200 năm tuổi. Động vật săn mồi có thể săn những loại hoang dã của bò rừng này là những con mèo lớn như sư tử, báo và hổ.

## Thuần hóa
Bò Zebu hoang chuyển vùng tự do tại Vườn quốc gia Keoladeo Ghana, Ấn Độ Trung tâm đầu tiên cho việc thuần hóa của bò rừng ở âu châu Ấn Độ có lẽ là vùng Baluchistan ở Pakistan. Quá trình thuần dường như đã được thúc đẩy bởi sự xuất hiện của các loài cây trồng mới từ vùng Cận Đông khoảng 7000 trước Công nguyên. Có thể, những con bò rừng Ấn Độ đã được thuần hóa một cách độc lập ở miền Nam Ấn Độ, trong khu vực Gujarat và sông Hằng ở vùng ngập.
Những con bò u đã thuần hóa được ghi nhận từ các khu vực sông Ấn (Indus) kể từ 6000 trước Công nguyên và từ miền nam Ấn Độ, khu vực trung lưu sông Hằng, và Gujarat từ 2000-3500 trước Công nguyên. Những con bò thuần hóa dường như đã vắng mặt ở miền nam Trung Quốc và Đông Nam Á cho đến 2000-1000 trước Công nguyên. Hiện nay người ta cũng thấy một quần thể hoang dã của bò Zebu được tìm thấy trong các khu Kuno Wildlife Sanctuary ở Madhya Pradesh. Các con bò Zebu đã để lại đó là một con mồi cho sư tử châu Á và do đó sẽ điền vào vai trò sinh thái của tổ tiên hoang dã của chúng.